# Énia Lipanga
Énia Stela Lipanga (Maputo, 4 de abril de 1977), conocida como Énia Wa Ka Lipanga, es una poetisa, activista y agitadora cultural mozambiqueña.

## Trayectoria
En 2015 fue una de las organizadoras del Festival Internacional de la Cultura 6 Continentes para la promoción de la lengua portuguesa a través del arte y la unión de lazos culturales de los países lusófonos.
En 2018 participó en el Festival Mundial de Slam Poetry, siendo la impulsora de la batalla de slam poetry Moz Slam dentro y ese mismo año fue la representante de Mozambique en la V Edición del Encuentro de Poetas de Lengua Portuguesa.
En 2019 participó en Burgos en la 6.ª edición del Festival Internacional “Memoria Viva”, considerado uno de los principales festivales artístico-culturales de España.
En 2021, Lipanga fue una de las protagonistas del cortometraje documental de Raúl de la Fuente Woman que muestra la realidad que viven las mujeres de Mozambique, entre las que se muestran también Josina Machel, Dama do Bling, Iveth Mafundza, Natalia Malembe, Graça Julio y Onelia Filipe.

## Proyectos
Es miembro del grupo musical femenino de hip hop Revolução Feminina que promueve mensajes de respeto y reconocimiento de las mujeres y en contra del acoso.
Fundó el proyecto cultural Palavras são palavras, que promueve la literatura a través de la poesía, el canto y el teatro. También colabora con la asociación mozambiqueña H2N orientada a la comunicación en salud y nutrición entre la población de Mozambique y participa en las actividades en favor de los derechos de las mujeres organizadas por el Forum Mulher.
Lidera el proyecto Turbante-se que promueve el uso del turbante de cabeza. Imparte talleres para enseñar a colocarse el turbante en las salas de oncología, empoderando a las mujeres en tratamiento de quimioterapia.
También es mentora del proyecto cultural IncluArte, una iniciativa que busca la participación e inclusión de las personas ciegas y sordas en la vida cultural.

## Publicaciones
Ha publicado las obras, Orgia no Mercado Janete y Vida de Moçambique.
En 2020, durante el Día Mundial del Braille, Lipanga presentó su libro Sonolência e alguns rabiscos (Somnolencia y algunos garabatos), que versa sobre el amor, el género y la inclusión, y que además fue el primer libro de poesía publicado en braille de Mozambique.